# Eilema contorta
Eilema contorta là một loài bướm đêm thuộc phân họ Arctiinae, họ Erebidae.